# Ausbau (Siedlungsform)

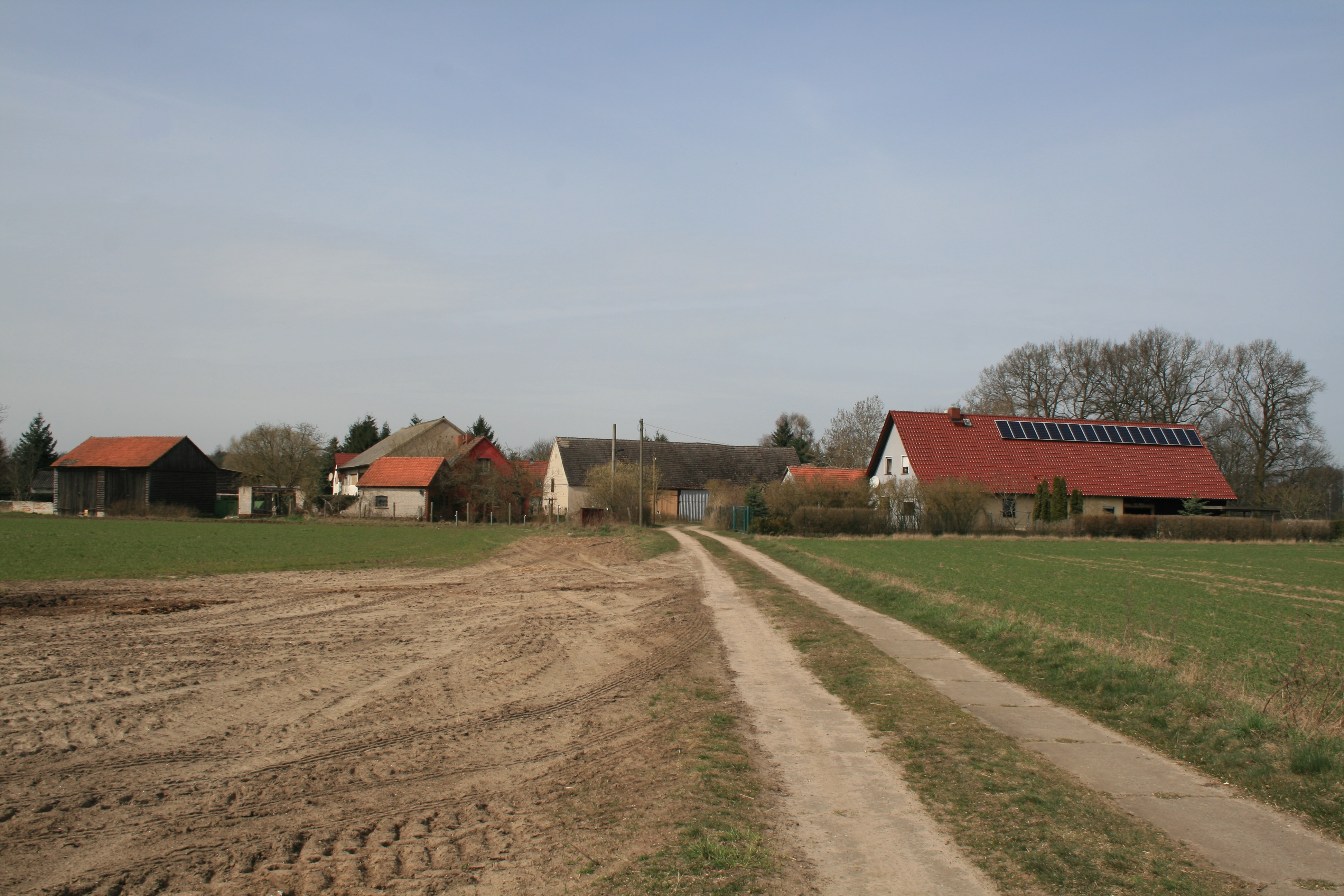
Kolrep Ausbau im Landkreis Prignitz

Ein Ausbau oder Abbau, auch Abbaue bezeichnet eine abseits eines Dorfes gelegene Ansiedlung. Hierbei handelt es sich in der Regel um eine jüngere Ortserweiterung in Form von Einzelhöfen oder mehreren Gehöften, die oft entlang einer Straße oder eines Weges außerhalb der eigentlichen Ortslagen angeordnet sind. Vor allem Kleinsiedler ließen sich dort nieder. Ein Teil dieser Ansiedlungen entstand Anfang des 19. Jahrhunderts, der größte Teil Anfang des 20. Jahrhunderts.
Ausbau oder Abbau genannte Siedlungen gibt es vor allem in Mecklenburg, Brandenburg und Pommern. Beide Begriffe sind entweder allein oder in Kombination mit dem Namen des Kernortes in einer Vielzahl von Ortsnamen enthalten.